# Rod Macqueen
Roderick Ian Macqueen (Sídney, 31 de diciembre de 1949) es un exjugador y exentrenador australiano de rugby.
Macqueen entrenó a los Wallabies de 1997 a 2001 y consiguió el Campeonato del Mundo de Gales 1999, el segundo título mundial de Australia. Desde 2011 es miembro del Salón de la Fama de la World Rugby.

## Carrera de entrenador
Empezó a dirigir a su club, el New South Wales RU, en la temporada 1991 del National Rugby Championship y estuvo a cargo de él hasta 1995.
En 1995 con la apertura a la profesionalización del rugby fue contratado por los Brumbies franquicia australiana creada para competir en el nuevo Super Rugby. Estuvo en la primera edición, durante la segunda fue llamado al seleccionado.

### Australia
En septiembre de 1997 fue nombrado entrenador de los Wallabies. En 2000 consiguió por primera vez el Rugby Championship.
Se retiró de su actividad luego de la victoria 2-1 ante los British and Irish Lions del neozelandés Graham Henry en 2001. En total obtuvo un 80% de eficacia con los Wallabies.

### Regreso a la actividad
En 2010 con la creación de los Melbourne Rebels, la nueva franquicia australiana del Super Rugby, se anunció que volvería a entrenar. Fue contratado por una temporada para el Super Rugby 2011.

## Participaciones en Copas del Mundo
| Mundial                       | Sede  | Equipo    | Resultado | PJ | PG | PE | PP | Pts + | Pts - |
| ----------------------------- | ----- | --------- | --------- | -- | -- | -- | -- | ----- | ----- |
| Copa Mundial de Rugby de 1999 | Gales | Australia | Campeón   | 6  | 6  | 0  | 0  | 221   | 73    |

## Palmarés
- Campeón del Rugby Championship de 2000 y 2001.